# ماثيو شابمان
ماثيو شابمان (بالإنجليزية: Matthew Chapman)‏ هو كاتب وكاتب سيناريو وصحفي ومخرج أمريكي وبريطاني، ولد في 2 سبتمبر 1950 في كامبريدج في المملكة المتحدة.

## وصلات خارجية
- ماثيو شابمان على موقع IMDb (الإنجليزية)
- ماثيو شابمان على موقع ألو سيني (الفرنسية)
- ماثيو شابمان على موقع أول موفي (الإنجليزية)
- ماثيو شابمان على موقع قاعدة بيانات الأفلام السويدية (السويدية)
- ماثيو شابمان على موقع قاعدة بيانات الفيلم (الإنجليزية)
- ماثيو شابمان على موقع كينوبويسك (الروسية)